# Museo de Bellas Artes de Asturias
El “Museo de Bellas Artes de Asturias” es el museo de arte más importante de Asturias, ocupando tres históricos edificios de la ciudad de Oviedo: el Palacio de Velarde, la Casa de Oviedo-Portal y la ampliación en la Casa de Solís-Carbajal, en las calles de la Rúa y Santa Ana. 
Cuenta con obras de autores dispares como Francisco de Goya, El Greco, Pablo Picasso, María Blanchard, Carreño Miranda, José de Ribera, varios retablos de pintura flamenca e italiana, y artistas contemporáneos.

## Historia
Fue inaugurado el 19 de mayo de 1980. La labor de rescate y catalogación de cuadros destinados al museo fue obra de Emilio Marcos Vallaure y su mano derecha, Toto Castañón. Este había puesto en marcha la galería de arte Tassili, de carácter vanguardista. Encontraron obras perdidas y olvidadas, algunas en lugares de la Diputación de cultura o en el Hotel Reconquista. Ahora depende de la Consejería de Cultura del Principado de Asturias y es sufragado con fondos del Principado y del Ayuntamiento de Oviedo.
El Museo actualmente cuenta con una colección integrada por casi 15.000 obras, entre pintura (unas 1500), escultura, dibujo, grabado y artes industriales (unas 4.000 piezas), aunque realmente dispone de una exhibición permanente de 800. Contiene pinturas de artistas españoles, especialmente asturianos, y extranjeros, entre los que sobresale la pintura italiana y flamenca, así como esculturas, fotografías y objetos de vidrio y loza. En 2017 la colección se ha visto notablemente enriquecida con 33 obras importantes donadas por Plácido Arango Arias.
En 2015 y tras ocho años de reformas interrumpidas por la aparición de restos romanos y medievales, se inaugura la ampliación del museo, que corrió a cargo del arquitecto navarro Francisco Beloqui Mangado, y con la que ha duplicado su superficie (de 4.000 a casi 8.000 metros cuadrados). Con esto, el museo consigue tener una fachada hacia la plaza de la Catedral de Oviedo. El acceso al museo es gratuito y cuenta además con exposiciones de carácter temporal, ciclos de cine y talleres.

## Obras expuestas (antes de la ampliación de 2015)

### Palacio de Velarde
- Sala de exposiciones temporales.
- 18 tablas del Retablo de Santa María, realizado por el Maestro de Palanquinos, y procedente de Valladolid.
- Retablos medievales procedentes de Cataluña y Mallorca.
- Pinturas flamencas del siglo XVI.
- Apostolado completo de El Greco, conocido como Apostolado de San Feliz o Apostolado de Oviedo, por el marqués a quien perteneció; uno de los tres existentes en el mundo (los otros dos están en Toledo).[6]
- Obras de italiano Umberto Pettinicchio.
- Pinturas renacentistas: Berruguete (La Coronación de la Virgen), Fernando Yáñez de la Almedina, Juan Correa de Vivar, Luis de Morales y Tiziano (Santa Catalina; depósito del Museo del Prado).
- Barroco Español e Italiano: José de Ribera, Juan Pantoja de la Cruz, Guido Reni, Zurbarán (Cristo en la cruz), Murillo (San Pedro), Juan de Valdés Leal (La danza de Salomé ante Herodes).
- Pinturas mitológicas de Rubens y obra religiosa de Juan Andrés Ricci.
- Pinturas del ovetense Miguel Jacinto Meléndez, pintor del rey Felipe V, sus sobrinos Luis Egidio y José Agustín Meléndez, y la hija de este Francisca Meléndez.[7]
- Obras de Francisco de Goya (retratos de Jovellanos y Carlos IV), Angelica Kauffmann, Bartolomé Montalvo, Agustín Esteve.
- Pintores asturianos: Juan Carreño de Miranda (Carlos II a los diez años), Evaristo Valle, Nicanor Piñole, Luis Fernández y Aurelio Suárez.
- Pintores románticos, realistas y modernistas, tanto asturianos como del resto de España.
- Reloj de Javier Méndez, relojero gallego, fechado en 1800.
- Par de Pistolas de 1795, fabricadas por dos armeros vascos en la primera Fábrica de Armas de Asturias.

### Casa de Oviedo-Portal
- Obras de Sorolla.

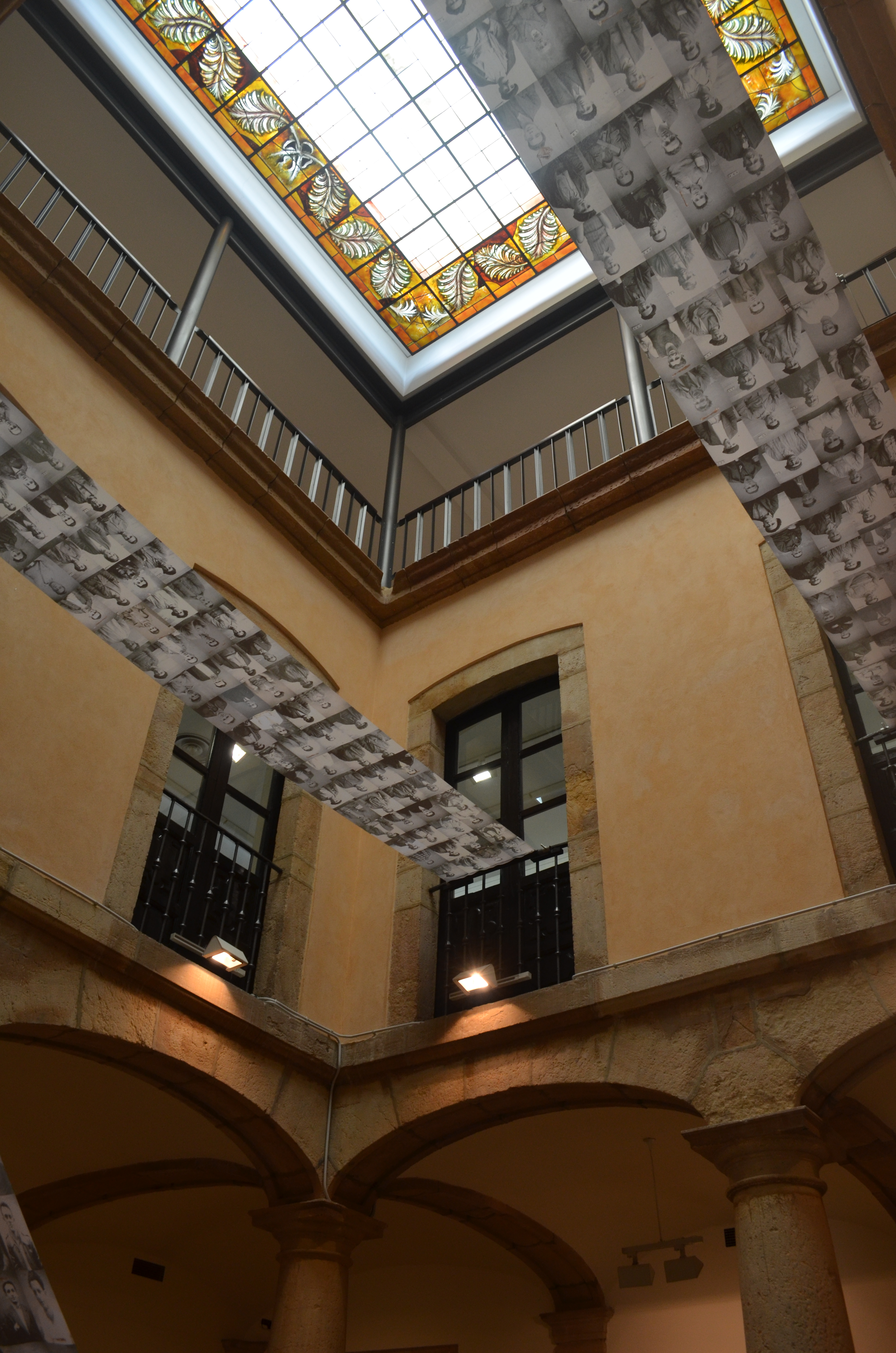
Interior del Palacio de Velarde

- Obras del vanguardismo temprano, entre las que destacan las de Picasso (Mosquetero y amorcillo), Luis Fernández López (Rosa con vela), Salvador Dalí (Metamorfosis de ángeles en mariposa), María Blanchard.
- Arte Contemporáneo Español: Pablo Palazuelo, Esteban Vicente, Tàpies, Manuel Millares, Equipo Crónica, Juan Muñoz, Cristina Iglesias y Miquel Barceló.
- Arte industrial: Vidrios y Lozas

- Vidrios que proceden de la fábrica gijonesa La Industria, fundada en 1844, y en el que de su ingente producción cabe destacar sus opalinas, tres lujosos jarrones con retratos de los tres fundadores de la fábrica. Destaca histórica y culturalmente en Asturias, por ser la creadora de la botella de sidra que hoy conocemos.
- Fábrica de loza La Asturiana, fundada por Mariano Suárez Pola en Gijón en 1874.
- Fábrica de loza de San Claudio, fundada en 1901 y que actualmente sigue en funcionamiento y tiene fama internacional.
- Fábrica de loza de Sargadelos, Lugo, fundada en 1805 por un asturiano.
- Otras fábricas españolas de loza, como La Cartuja y San Juan del Aznalfarache de Sevilla, Moncloa y Vallecas en Madrid y Vargas en Segovia.
- Algunas muestras de loza europea.
- Antigua máquina de fabricación de loza fabricada en Oviedo en los años 20.

- Arte asturiano y del resto de España de finales del XIX.
- Antiguo retrete de la Casa, del siglo XVII.